# Rouvray, Côte-d'Or
Rouvray este o comună în departamentul Côte-d'Or, Franța. În 2009 avea o populație de 624 de locuitori.

## Evoluția populației
| An        | 1975 | 1982 | 1990 | 1999 | 2006 | 2009 |
| --------- | ---- | ---- | ---- | ---- | ---- | ---- |
| Populație | 445  | 555  | 601  | 580  | 627  | 624  |